# Loca (AKA 7even)
Loca è un singolo del cantautore italiano AKA 7even, pubblicato il 14 maggio 2021 come quinto estratto dal primo album in studio eponimo.

## Pubblicazione
Presentato in anteprima il 21 aprile 2021 con una performance dal vivo durante il programma televisivo Amici di Maria De Filippi, di cui AKA 7even è stato concorrente, Loca è stato mandato in rotazione radiofonica a partire dal 14 maggio 2021.
Dopo il successo riscontrato in Italia, il brano è stato ripubblicato in versione in lingua spagnola e in collaborazione col cantante Robledo.

## Promozione
Il 27 giugno 2021 l'artista ha eseguito il brano dal vivo durante l'evento musicale Battiti Live.

## Video musicale
Il video musicale, diretto da Fabrizio Cestari, è stato reso disponibile su YouTube il 9 giugno 2021. Il video musicale della versione in spagnolo è stato pubblicato il 27 agosto 2021.

## Tracce
Testi e musiche di Gianvito Vizzi, Luca Marzano e Max Elias Kleinschmidt.
1. Loca – 2:27

## Classifiche

### Classifiche settimanali
| Classifica (2021) | Posizione massima |
| ----------------- | ----------------- |
| Italia            | 2                 |

### Classifiche di fine anno
| Classifica (2021) | Posizione |
| ----------------- | --------- |
| Italia            | 14        |